# Altopiano dell'Argentario
L'altopiano dell'Argentario è una regione geografica che si trova a est del comune di Trento, in Trentino.

## Origine del nome
Il termine "argentario" deriva dalle antiche miniere d'argento che si trovano in zona, attorno al monte Calisio. Attorno al monte si trovano ancora le canope e i cadini che furono costruiti tra il XII e il XV secolo, dentro al principato vescovile di Trento; i diritti minerari dell'epoca erano regolati dal Liber de postis montis Argentariae, un documento contenuto nel Codex Vangianus.

## Descrizione
Il territorio tocca i comuni di Civezzano, Albiano, Fornace e Trento.

## Ecomuseo
Sull'altopiano si trova un museo: l'Ecomuseo Argentario. La SAT (Società Alpinisti Tridentini) ha aiutato alla realizzazione del "sentiero delle canope", una via lunga circa 3 chilometri che conduce alle antiche miniere, nelle vicinanze del lago di Santa Colomba. Lungo il percorso si trovano diversi pannelli che descrivono questa vecchia attività storica, gli attrezzi utilizzati e le caratteristiche principali delle miniere.